# Tralopyril
Tralopyril ist eine chemische Verbindung aus der Gruppe der Azole, welche ein wirksames Molluskizid darstellt. Die Verbindung wurde zuerst von American Cyanamid und inzwischen von Janssen Pharmaceutica patentiert.

## Verwendung
Zusammen mit einem Algizid kann Tralopyril als Unterwasserschiffsanstrich verwendet werden. Es ist gegen Tiere ähnlich wirksam wie die metallischen Wirkstoffe (wie z. B. Kupfer oder Zink-Pyrithion), jedoch weniger toxisch.  Das 1-(Ethoxymethyl)-substituierte Derivat des Tralopyrils ist das Insektizid Chlorfenapyr.
Mit einem Biokonzentrationsfaktor von weniger als 3,2 ist Tralopyril praktisch nicht bioakkumulativ.